# Phytodietus leucaspis
Phytodietus leucaspis är en stekelart som beskrevs av Setsuya Momoi 1970. Phytodietus leucaspis ingår i släktet Phytodietus och familjen brokparasitsteklar. Inga underarter finns listade i Catalogue of Life.